# Diocèse de Terrassa
Le diocèse de Terrassa (en latin : dioecesis Terrassensis ; en espagnol : diócesis de Terrassa ; en catalan : bisbat de Terrassa) est un diocèse de l'Église catholique en Espagne érigé en 2004 et suffragant de l'archidiocèse de Barcelone. Depuis 2022, Salvador Cristau Coll (es) en est l'actuel évêque.

## Territoire
Le diocèse est situé dans une partie de la province de Barcelone, il comprend les comarques du Vallès Occidental (sauf Castellbisbal, Gallifa, Rellinars et Sant Llorenç Savall), du Vallès Oriental (sauf Aiguafreda, Figaró-Montmany, Sant Feliu de Codines, Tagamanent) ainsi que le quartier barcelonais de Les Planes (es). L'évêché est à Terrassa où se trouve la cathédrale de l'Esprit-Saint. Son territoire couvre une superficie de 1 197 km2 avec 121 paroisses regroupées en dix archidiaconés : Montcada, Sant Cugat-Les Planes, Terrassa, Rubí, Sabadell Centre et Sud, Sabadell Nord, Granollers, Montbui et Puiggraciós, Mollet, Montseny (2024).

## Histoire
Avant l'érection du diocèse de Terrassa, il existait au Ve siècle un diocèse dont le siège était à Egara qui correspond à la ville actuelle de Terrassa. Le site de l'ancien évêché d'Egara est l'ensemble monumental des églises de Sant Pere de Terrassa qui se compose de l'église de Santa Maria, qui était la cathédrale du diocèse, l'église de Sant Miquel, qui a servi de baptistère et l'église de Sant Pere qui a servi de paroisse. Il couvrait une grande partie du diocèse actuel en débordant du Baix Llobregat, Anoia et Alt Penedès. Il cesse d'exister à l'invasion sarrasine de 718. Après une tentative infructueuse de le restaurer après la conquête carolingienne de la marche d'Espagne, l'évêché passe sous dépendance de Barcelone par capitulation de Charles II le Chauve en 874.

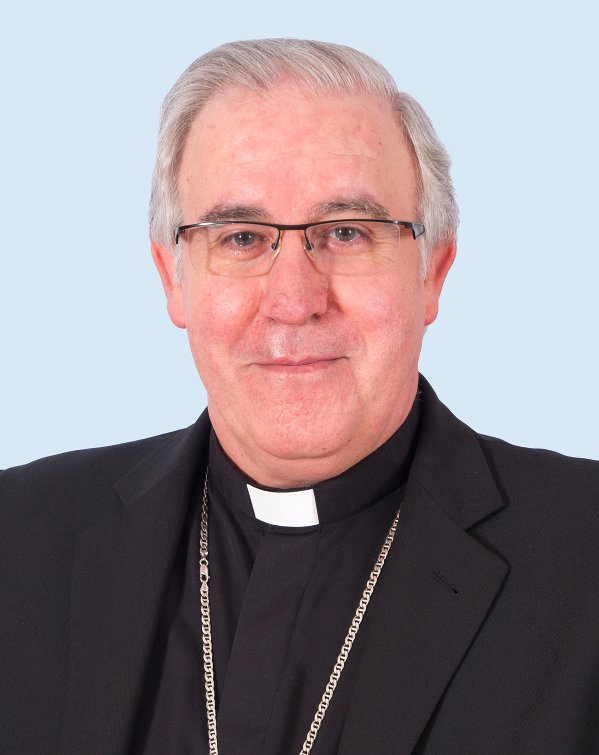
José Ángel Saiz Meneses (es), le premier évêque du diocèse de Terrassa (de 2004 à 2021).
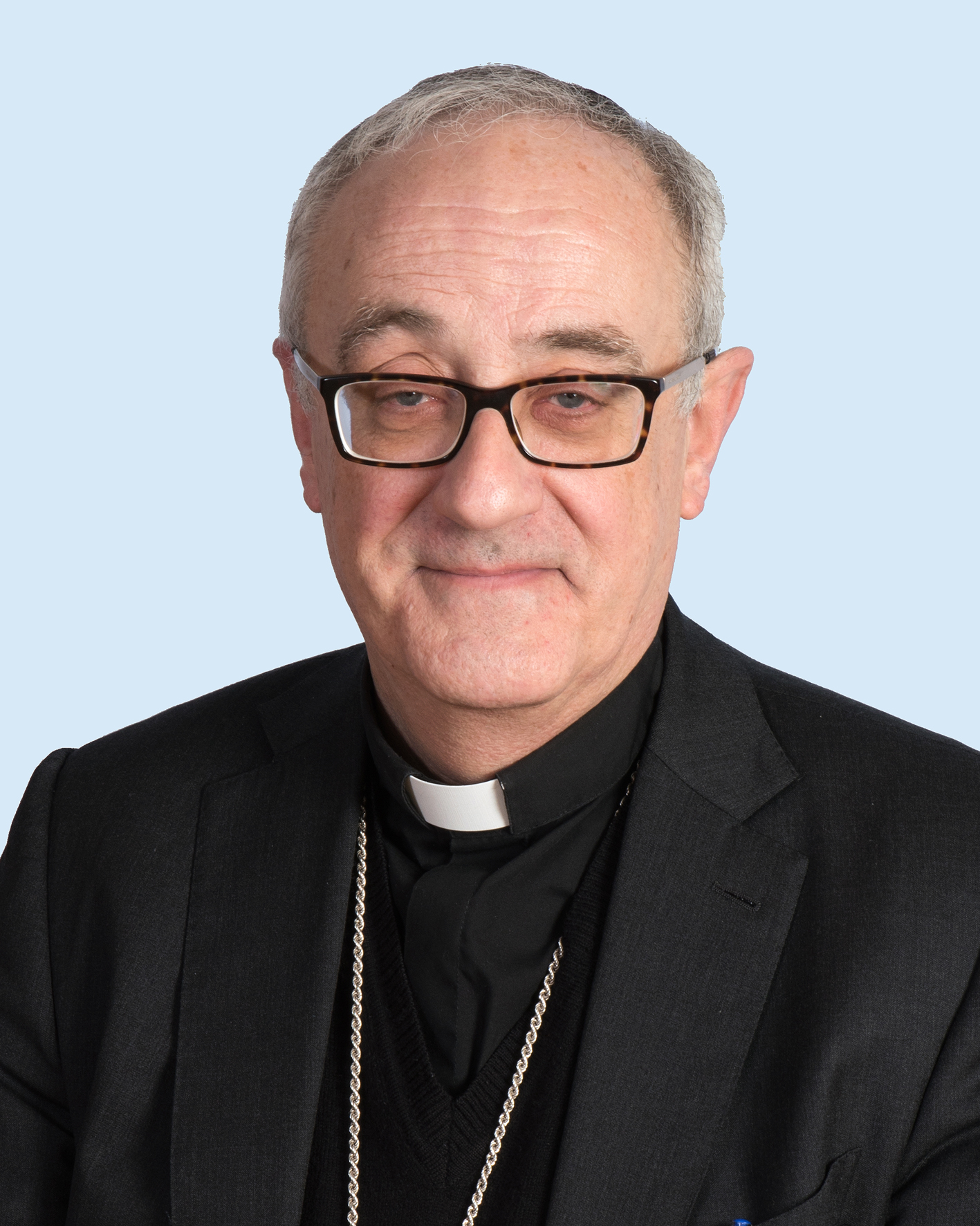
Salvador Cristau Coll (es), l'actuel évêque du diocèse de Terrassa.

Le diocèse de Terrassa est érigé le 15 juin 2004 sur une partie du territoire de l'archidiocèse de Barcelone par le pape Jean-Paul II avec la bulle Christifidelium salutem. Son premier évêque, José Angel Saiz Meneses, est nommé le 15 juin 2004 et prend possession du diocèse le 25 juin suivant. Notre-Dame de la Santé est proclamée patronne du diocèse le 11 mai 2008 à Sabadell et sa fête célébrée le 19 octobre. En 2006, le grand séminaire diocésain Saint-Jean-Baptiste et, en 2011, le petit séminaire diocésain Notre-Dame-de-la-Santé sont créés. Le 26 juin 2010, Salvador Cristau Coll est ordonné évêque auxiliaire dans la cathédrale de Terrassa avec le siège titulaire d'Algésiras. José Ángel Saiz Meneses quitte son poste à la tête du diocèse le 17 avril 2021, appelé à devenir archevêque de Séville. Le siège de Terrassa est vacant du 15 juin 2021 au 3 décembre 2021 et provisoirement administré par Salvador Cristau Coll, qui en devient l'évêque à cette date.